# Посмішка долі
Посмішка долі (пол. Uśmiech losu) — польський художній фільм 1927 року за однойменною драмою Влодзімежа Пежинського (сценарій написав сам автор). Фільм не зберігся до наших днів.
Головну жіночу роль виконала Ядвіга Смосарська, найбільша зірка польського кіно міжвоєнного періоду.

## У ролях
- Казімеж Юноша-Стемповський — Ян Козловський
- Феліція Піхор-Слівицька — мати Глембоцької
- Ядвіга Смосарська — Ірена Глембоцька
- Марія Бальцеркевич — акторка Лосніцького кабаре
- Маріуш Машинський — двоюрідний брат Ірени
- Юзеф Венгжин — Вітольд Севський
- Ромулад Герасянський — повітряний льотчик
- Роман Геровський — лижник
- Юзеф Шльвіцький — адвокат Шамоцький
- Пйотр Орловський — прокурор
- Льода Галяма — танцюристка кабаре
- Евгеніуш Бодо — танцюрист кабаре
- Аліція Галяма — танцюристка
- Павел Оверлло — голова суду
- Тадеуш Ольша
- Влодзімеж Махерський
- Людвік Лавінський
- Мечислав Довмунт